# 대한민국의 사법기관

대한민국의 사법기관(大韓民國 司法機關, 영어: Judiciary of South Korea, Judicial branch of the Republic of Korea)은 대한민국에서 권력분립 원칙에 따른 사법권(司法權, 영어: Judicial power)을 행사하는 기관들을 일컫는 말이다.
사법부라는 용어는 각 나라별 전통에 따라 그 국가의 일반법원만을 지칭하는 좁은 의미로 사용되기도 하고, 또는 그 국가의 모든 사법기관을 아우르는 넓은 의미로 사용되기도 한다. 통상적으로 대한민국에서의 사법부는 대개 전자와 같이 일반법원, 즉 대법원 및 각급법원만을 지칭하는 표현처럼 좁은 의미로 사용되기도 하지만, 법조계 등에서는 학문적인 넓은 의미로서 사법기관 전체를 일컫는 용어로 사용되기도 한다.
이 문서에서는 대법원 및 각급법원, 군사법원과 헌법재판소를 총칭하는 표제어로서 사법기관을 사용하며, 이들의 구조적 특성과 조직 및 상호관계를 다룬다. 대한민국에서 통상적인 의미의 사법부로서 대법원 및 각급법원에 관하여는 '대한민국의 법원' 문서를 참조하라.

## 특성
1988년 제9차 헌법개정에 따른 현대 대한민국의 사법제도는 일반법원과 별도로 분리된 헌법재판소를 두고 있다는 점에서 대륙법계에 가까운 구조적 특성을 지니고 있다. 한편 사법기관들이 행정부(법무부)의 감독을 받지 않고 자체적으로 예산 및 인사 등 사법행정을 주관한다는 점에서는 부분적으로 영미법계의 특성이 혼합되어 있다고 할 수 있다.
- 일반법원과 분리된 헌법재판소 : 전통적으로 미국은 의회의 전횡을 방지할 견제장치로서 헌법에 위반되는 법률을 무효로 선언할 수 있는 사법심사 권한을 1803년 마베리 대 매디슨 사건 이래 사법부의 핵심적인 기능으로 여겨왔고, 이에 하나의 단일한 최고법원으로서 미국 연방대법원이 사법심사를 수행하고 있다[3]. 반면 프랑스 대혁명 이래 유럽대륙에서는 민주적으로 선출된 의회 및 행정부의 권한을 비민주적으로 구성된 사법부가 견제하는 것에 거부감을 느껴왔고[4], 이에 헌법재판을 통해 사법부가 헌법을 수호해야 한다는 견해가 20세기 초에 들어서야 한스 켈젠 등을 통해 널리 논의되었다[5]. 다만 한스 켈젠은 일반법원에 헌법재판 기능을 맡길 경우 소극적이 될 것을 우려하여 헌법재판을 담당할 별도의 헌법재판소를 설치하자고 주장하였으며, 이러한 견해가 1919년 오스트리아 헌법재판소 설립을 시작으로 2차세계대전 후 파시즘 극복을 위해 널리 받아들여지면서 일반법원과 분리된 현대적인 헌법재판소가 탄생하게 된다[6]. 대한민국도 사법심사 권한을 대법원 등 일반법원의 권한으로 할 것인지(미국형), 또는 헌법위원회나 헌법재판소 등 일반법원으로부터 독립된 재판기관의 권한으로 할 것인지(유럽형) 사이에서 여러 차례 갈등을 겪었으나, 제9차 헌법개정을 통해 1988년 지금과 같이 일반법원으로부터 분리된 별도의 헌법재판소를 갖추게 되었다. 이에 따라 원칙적으로 헌법(憲法, 영어: Constitution, Consitutional law)에 대해서는 헌법재판소가, 법률(法律, 영어: Statute, Statutory law)에 대해서는 대법원 및 각급법원과 군사법원이 관할을 분담하는 이원적 구조가 자리잡게 된다[7].

- 자체적인 사법행정 조직 : 독일, 프랑스 등 대륙법계에서 예산 및 인사 등 사법행정(司法行政, 영어: judicial administration)은 기본적으로 법무부가 주관하거나[8], 의회 및 행정부 구성원들이 참여하는 범정부적 회의기구[9]가 주관하는 등, 법관(재판관)이 아닌 외부인사들이 법원(재판소)의 운영에 관여하는 구조다. 반면 미국 등 영미법계는 법관들로 구성된 회의체가 자체적으로 사법행정을 주관한다[10]. 대한민국은 해방 후 미군정을 종료하며 과도 법원조직법(군정법률 제192호[11])을 제정하여 법원행정(사법행정) 권한을 미군정 사법부(司法部, 영어: Department of Justice)에서 대법원으로 이관한 이래로 대법원이 각급법원의 사법행정을 전적으로 주관하고 있다. 이러한 전통에 따라 현대 대한민국에서 대법원 및 각급법원의 사법행정은 대법원장 및 그 산하의 법원행정처가, 헌법재판소의 사법행정은 헌법재판소장 및 그 산하의 헌법재판소사무처가 각각 자체적으로 주관하며, 특별법원으로서 군사법원의 사법행정은 2021년 개정 군사법원법 제7조 제4항에 따라 각 군사법원장 및 그 산하 조직이 주관한다.

- 법관 인사제도 : 법관의 임용 및 승진, 전보 등 인사제도는 2010년 전까지는 대륙법계에 가까웠으나, 두 차례에 걸친 제도변화 이후 영미법계의 속성을 함께 지니게 되었다. 본래 독일, 프랑스 등 대륙법계는 전문적인 법학교육을 마치고 선발시험에 합격한 젊은 법률가들을 곧바로 법관에 임용한 뒤, 근무실적에 따라 승진이 예정된 구조였다[12]. 반면 미국, 캐나다 등 영미법계는 검사, 변호사 등으로 수 년 이상의 법조경력을 쌓은 연륜있는 법률가를 정치인들의 지명, 합의 또는 선거[13]에 의해 법관으로 선발하되 일단 선발된 법관 내에서는 별도의 승진 체계를 두지 않는 구조이다[14]. 대한민국은 2010년 이전까지는 사법연수원을 갓 졸업한 사법연수생들을 성적에 따라 법관으로 임용하고, 이들을 약 2년마다 주기적으로 전국에 전보시킨 다음, 일정한 연차가 되었을 때 이른바 '고등부장'이라 불리는 법원장급 또는 고등법원 부장판사급의 직급으로 승진하도록 하여 법관 사이에 실적경쟁을 붙이는 구조였으므로 대륙법계와 유사점이 많았다. 그러나 2011년 '법조일원화'라 불리는 법원조직법 개정[15]에 따라 수 년 이상의 경력을 지닌 사람만 법관으로 임용하게 되었으며, 2020년 '고등부장' 승진제도를 폐지하는 법원조직법 개정[16]에 따라 법관 내부의 승진경쟁도 부분적으로 약화되었다[17]. 이러한 하급심 법관들의 승진경쟁 폐지는 부작용을 일부 일으키고 있는데, 예를 들어 2019년부터 2021년까지 전국 법원에서 접수되었으나 처리되지 않은 사건(이른바 '미제')의 수는 급격히 증가하는 추세다[18]. 이에 따라 사건처리 속도를 높이기 위해 현재 '각급 법원 판사 정원법[19]'에 따라 정해진 판사의 정원 자체를 증원해야 한다는 견해가 판사들 사이에서도 유력하게 제기되고 있다[20].

## 법원
대한민국 헌법 제5장은 제목을 '법원(法院, 영어: Court)'이라고 하여 제101조 헌법 제101조 제2항에서 대법원 및 각급법원을, 헌법 제110조 제1항에서 군사법원을 두고 있다. 그러나 대법원은 '법원'이라는 호칭을 헌법 제101조 제2항에 따른 대법원 및 각급법원에만 해당하는 것으로 해석하여, 제110조 제1항에 따른 특별법원인 군사법원은 '법원' 개념에서 제외되는 것으로 본다. 마찬가지로 군사법원법 제2조 제3항은 군사법원이 재판권을 지니지 않는 경우 이를 '법원'으로 이송한다고 규정하여, '법원'이라는 표현에는 군사법원이 포함되지 않는 것으로 규정하고 있다. 이에 따라 통상적으로 대한민국의 '법원'이라 함은 대법원 및 각급법원만을 의미하고, '법관(法官, 영어: Judges)'이라는 표현 역시 대법원 대법관(大法官, 영어: Justices)과 각급법원 법관으로서 판사(判事, 영어: Judges)만을 지칭하는 표현처럼 사용됨에 주의하라.
한편 헌법 제101조 제2항은 "법원은 최고법원인 대법원과 각급법원으로 조직된다."고 하여 고등법원이나 지방법원의 개념을 명시하지 않은 채 '각급법원'이라는 표현으로만 정리하고 있는데, 이는 대한민국 헌법이 의무적으로 3심제를 두지 않고 있음을 의미한다. 이에 따라 대한민국 법원은 다음과 같은 2심제, 단심제를 실시하고 있다.
- 2심제 : 법원조직법[26] 제28조의4 제1호에 따른 일부 지적재산권 사건은 특허법[27] 제186조 제1항, 제8항 등에 따라 특허법원을 제1심으로, 대법원을 제2심(상고심)으로 하는 2심제를 실시하고 있으며, 그 밖에 해양사고의 조사 및 심판에 관한 법률[28] 제74조 제1항에 따른 해양사고 사건, 공직선거법[29] 제222조 제2항, 제223조 제2항에 따른 지역구시·도의원 선거, 자치구·시·군의원 선거 및 자치구·시·군의 장 선거의 선거소송 및 당선소송 등도 고등법원을 제1심으로, 대법원을 제2심(상고심)으로 하는 2심제를 실시하고 있다.
- 단심제 : 공직선거법 제222조 제1항, 제223조 제1항에 따른 대통령 선거 및 국회의원 선거, 제222조 제2항, 제223조 제2항에 따른 시·도지사 선거의 선거소송 및 당선소송과, 법관징계법[30] 제27조 제1항, 제2항에 따른 법관 징계에 대한 불복소송은 대법원이 단심으로 재판하는 단심제를 실시하고 있다.

그러나 민사소송법, 형사소송법, 행정소송법이 적용되는 사건에는 소송법상 항소 및 상고(이를 아울러 '상소'라고 칭한다)가 예정되어 있으므로 이에 대응하여 전국에 설치된 18개의 지방법원 및 41개의 지원에서 제1심을, 지방법원 항소부 및 6개의 고등법원에서 제2심을, 대법원에서 제3심을 관할하는 3심제가 일반적으로 실시되고 있다고 할 수 있다. 한편으로 전문법원(또는 특수법원)으로서 특허법원은 고등법원에 대응하여 설치되어 있고, 그 밖의 가정법원, 행정법원, 회생법원 등은 지방법원에 대응하여 설치되어 있다. 이러한 지방법원, 고등법원 및 전문법원을 아울러 우리 헌법 제101조 제2항에 예정한 '각급법원'이라고 할 수 있다.

### 대법원
대한민국의 대법원은 헌법 제101조 제2항에 따른 대한민국 법원(위 법원 단락에서 살펴본 바와 같이 군사법원, 헌법재판소를 제외한 일반법원으로서 대법원 및 각급법원만을 의미한다)의 최고법원으로 법원의 모든 최종심(상고심)을 관할한다. 헌법 제104조 제1항에 따라 대법원장은 국회의 동의를 얻어 대통령이 임명하고, 제2항에 따라 대법관은 대법원장의 제청으로 국회의 동의를 얻어 대통령이 임명한다. 헌법 제105조 제1항, 제2항에 따라 대법원장과 대법관의 임기는 6년이고, 대법관은 연임할 수 있으나 대법원장은 연임이 불가능하다. 대법관의 숫자와 정년은 헌법에 예정되어 있지 않으며 법률로 정할 수 있다. 이에 현행 법원조직법 제4조 제2항에 따른 대법관의 숫자는 대법원장을 포함하여 총 14명이고, 제45조 제4항에 따라 대법원장 및 대법관의 정년은 70세이다. 대법관의 정원은 헌법 개정 사안이 아닌 법률 개정 사안이므로, 대법원의 사건처리 속도를 높이기 위해 프랑스, 독일처럼 최고법원의 법관 정원을 수십명에서 수백명 수준으로 대폭 증원하는 입법이 국회에서 여러 차례 시도되고 있다. 그러나 양승태 대법원장 시기 대법원은 대법관을 증원할 경우 진보 성향 인사가 대법관에 진출할 것을 우려하여 비공식적인 로비를 통해 대법관 증원에 반대하면서 대법원과 분리된 상고법원 신설을 추진한 바 있다.
한편 대법원은 그 산하에 대법원을 포함한 모든 일반법원의 사법행정에 대한 권한을 지닌 법원행정처(法院行政處, 영어: National Court Administration, NCA)를 두고 법원 및 각급법원 전체의 예산 편성은 물론 개별 법관의 인사를 주관하도록 하고 있다. 법원행정처는 일반법원 전체에 대해 광범위한 사법행정 권한을 지닌 기관임에도 불구하고 그 수장인 법원행정처장(Minister of NCA)의 임명과정에 대법원장만이 관여한다. 이는 미국의 연방사법회의나 프랑스의 최고사법관회의와 같은 회의체가 사법행정을 주관, 감독하는 구조에 비할 때 일반법원 전체의 사법행정이 별다른 견제장치가 없는 상태로 대법원장의 독자적인 영향력 아래 놓여 있는 상태를 야기한다. 이에 법원의 사법행정에 대한 대법원장의 독단적 영향력을 줄이기 위해 프랑스의 최고사법관회의를 계수한 사법평의회의 신설 등을 목표로 하는 제도변화가 2010년대 후반에 시도된 바 있으나, 정작 대법원은 현행 헌법 제101조 제1항에 따른 '사법권'에는 사법행정권도 속한다는 논리를 들어 사법행정을 대법원장이 아닌 다른 외부인력이 주관하도록 하는 것에 격렬히 반대하는 입장이다. 결국 대법원장에 지나치게 집중된 사법행정 권한을 개선할 대안으로써 유럽형과 같이 입법부, 행정부의 사법행정에 대한 감독이 가능하도록 할 것인지, 또는 미국과 같이 고위법관들이 내부적으로 회의체를 만들어 대법원장의 권한을 감독할 것인지 등 구체적인 대안에 대해 사회적 합의가 이뤄지지 않으면서 2021년 말까지도 여전히 대법원장의 일반법원 사법행정에 대한 권한이 유지된 채로 평(平)판사들로 구성된 전국법관대표회의, 법원장 및 평판사, 법원공무원들로 구성된 사법행정자문회의와 같은 구속력 없는 회의체들만 여럿이 신설된 상황이다.

### 각급법원
대한민국의 각급법원은 헌법 제102조 제3항, 법원조직법 제3편에 따라 제1심을 관할하는 지방법원, 항소심을 관할하는 고등법원 및 지방법원ㆍ고등법원에 대응하여 설치된 행정법원, 특허법원, 가정법원, 회생법원 등을 총칭하는 명칭으로, 법원조직법 제3조 제1항 중 대법원을 제외한 모든 법원에 해당한다. 각급법원을 구성하는 사법권의 주체로서 하급심 법관들은 헌법 제104조 제3항에 따라 대법관회의의 동의를 얻어 대법원장이 임명하고, 헌법 제105조 제3항에 따라 10년의 임기를 지니며 연임을 할 수 있다. 하급심 법관의 정년은 법원조직법 제45조 제4항에 따라 65세로 규정되어 있다. 이러한 하급심 법관들은 법원조직법 제5조 제1항에 따라 '판사'라고 호칭된다. 각급법원의 장(법원장)을 포함한 모든 판사들의 보직은 법원조직법 제44조에 따라 대법원장이 실시한다.
각급법원들은 법원조직법 제3조 제3항, 각급 법원의 설치와 관할구역에 관한 법률(이른바 '법원설치법') 제2조 별표1에 따라 법률로써 설치되어 있다. 각급법원들의 소재지나 관할은 현대 대한민국의 각 지방자치단체들의 행정구역과는 상당히 이질적인 분포를 보이는데, 그 이유는 현대의 대한민국 법원 체계가 식민지 시기 조선총독부가 운영한 지역별 법원(재판소) 체계를 그대로 계수한 것이기 때문이다. 이는 '각급 법원의 설치와 관할구역에 관한 법률'의 전신인 '하급법원의 설치와 관할구역에 관한 법률' 제정 당시 부칙에서 법원의 명칭, 소재지 및 관할구역에 관한 종전 규정으로서 조선총독부재판소의 명칭, 위치 및 관할구역(조선총독부령 제9호)의 폐지를 부기하고 있는 것에서 확인할 수 있다. 현행 대한민국 헌법 제117조에 따른 대한민국의 지방정부 사무에는 사법권의 행사가 포함되어 있지 않으므로 모든 지방자치단체에 반드시 법원을 각각 설치해야 할 헌법적 근거를 찾기는 어려운 상황에서, 대법원 산하 법원행정처는 지방법원 및 지원을 지역별로 신설할 경우 본래 설치되어 있던 기존 지방법원 본원의 규모가 축소되어 위상이 하락한다거나, 고등법원을 신설할 경우 판례의 통일성이 확보되기 어렵다는 등의 이유로 지역별 지방법원, 고등법원 신설에 소극적인 입장이다. 이에 각 고등법원, 지방법원 및 지원의 신설이나 승격은 특별한 정책적 분석이나 지방자치에 대한 고려 없이 인구수, 사건수, 법원과 주요 도심지의 거리, 비용 등 단순한 요소만을 고려한 상태에서 국회 및 대법원의 정치적 재량에 맡겨져 있어 지역차별 논란 등을 불러일으키고 있다.

## 군사법원
대한민국의 군사법원(軍事法院, 영어: Courts-martial, Military court)은 헌법 제5장 제110조 제1항 및 군사법원법에 따라 군법에 관한 군사재판에 대해 관할권을 지니는 특별법원을 말한다. 앞서 살펴본 바와 같이 군사법원은 헌법 제5장 '법원'에 규정되어 있음에도 '법원'이라는 법문상의 표현에 포함되지 않는 예외적인 존재로 취급되며, 군사법원법 또는 법무사법 등에서 '법원'이라는 표현은 원칙적으로 군사법원을 제외한 일반법원만을 일컫는 표현처럼 쓰이고 있다. 현행 헌법상의 군사법원은 법관의 자격이 없는 사람이라도 재판관으로서 재판을 할 수 있도록 하는 예외적인 특별법원이기 때문이다. 실제로 2021년 법률 제18465호로 군사법원법이 개정되기 전까지 대한민국의 평시 군사법원에는 변호사의 자격을 지닌 군법무관이 아니라, 단순히 지휘권이 있는 영관급 이상의 장교로서 심판관(審判官, 영어: Adjudicator)이 재판관으로서 재판에 관여하고 이를 관할관(管轄官, 영어: Convening authority)이 감독할 수 있도록 되어 있었다. 다만 개정 군사법원법은 전시 군사법원에만 심판관 및 관할관의 역할을 인정하고 평시 군사법원의 재판관은 오직 군법무관인 군판사(軍判事, 영어: Military judge)로만 구성되도록 규정하였다.
대한민국에서 평시 군사법원의 조직 및 구성은 해방 후 미군의 영향을 받은 것으로 알려져 있다. 예를 들어 미군의 군사법원(영어: Courts-martial)은 평시에도 각급 부대에서 재판을 수행하며, 각 군에는 자체적으로 항소법원이 설치되어 있고, 제3심은 미국 군항소법원(United States Court of Appeals for the Armed Forces, USCAAF)이 주관한다. 이는 우리 헌법 제110조 제2항이 군사재판에 대한 상고심의 관할만을 대법원에 둔 것, 이에 따라 2021년 개정 전까지 군사법원법이 평시에도 제1심을 담당하는 보통군사법원과 제2심을 담당하는 고등군사법원으로 구성되어 있었던 것은 미국과의 제도적인 유사성에 기인한다. 그러나 개정 군사법원법은 보통군사법원 및 고등군사법원을 전시에만 설치하고, 평시에는 지역군사법원이라는 명칭으로 제1심만을 관할하는 군사법원을 전국에 단 5곳만 설치하도록 하며, 제2심은 전부 서울고등법원이 관할하도록 하고 있다. 다만 개정법 제2조 제2항에 따라 성범죄자, 살인범 등은 제1심도 일반법원이 관할할 수 있다. 군사법원과 일반법원의 관할이 경합하는 상황에서 관할에 대한 분쟁이 발생한 경우 제3조의2 이하에 따라 대법원이 분쟁을 단심제로 심리하여 결정을 내리게 된다. 군사법원과 일반법원의 경합이 발생한 경우 대법원은 군사법원과 일반법원이 병존하여 관할을 가질 수 있다는 입장이다.
이러한 개정 군사법원법에 따라 군사법원을 단독으로 구성하는 군판사들은 개정 군사법원법 제24조 제2항에 따라 10년 이상 군법무관으로 복무한 영관급 이상의 장교 중에서 군판사인사위원회 심의 및 군사법원운영위원회의 동의를 받아 국방부장관에 의해 임명된다. 모든 군판사는 개정 군사법원법 제23조 제2항에 따라 국방부 소속이며, 제26조 제4항에 따라 군판사 이외의 보직으로 절대 전보될 수 없다. 다만 제26조 제2항, 제3항에 의하면 임기가 5년이고, 군사법원장에 임명되지 않는 경우 정년을 58세로 한다는 점 등은 임기를 10년, 정년을 65세로 하는 일반법원 법관에 비해 신분보장이 여전히 부족한 수준이라고 할 수 있다.

## 헌법재판소
대한민국 헌법 제6장은 제목을 '헌법재판소(憲法裁判所, 영어: Constitutional Court)'으로 하여 위헌법률심판, 정당해산심판, 탄핵심판, 권한쟁의심판, 헌법소원심판으로 구성된 헌법재판에 대해 관할권을 지니는 최고법원으로서, 단심제를 취하는 재판소로 대한민국 헌법재판소를 두고 있다. 헌법재판소는 '헌법재판권'이 광의의 '사법권'에 포함되는 개념이라고 해석하고 있으며, 대법원 또한 헌법재판소가 행하는 '헌법재판'의 본질이 헌법 제101조 제1항에 따른 사법권의 행사에 해당하므로 헌법재판소도 사법기관에 해당한다는 입장이다. 이에 따라 헌법재판소는 법률을 해석하고 적용하는 전통적인 의미의 사법부에는 속하지 않으나, 사법작용을 통해 헌법을 해석하고 적용하는 최고사법기관이라는 점에서 일반법원의 최고사법기관인 대법원과 함께 이원적 구조의 한 축을 이룬다고 할 수 있다.
헌법재판소는 헌법 제111조 제2항에 따라 헌법재판소장 1명을 포함하는 총 9명의 재판관으로 이루어져 있다. 헌법재판소의 재판관(裁判官, 영어: Justices)은 군사법원의 재판관(裁判官, 영어: Judges)과 달리 헌법 제111조 제2항에 따라 반드시 법관과 같은 자격을 지닐 것을 요구받는다. 이에 따라 헌법재판소 재판관들의 임기는 헌법 제112조 제1항에 따라 6년으로, 정년은 헌법재판소법 제7조 제2항에 따라 70년으로 하며 그 대우 역시 헌법재판소법 제15조에 따라 대법원장 및 대법관과 완전히 동일하게 설계되어 있다. 헌법재판소 재판관은 헌법 제112조 제1항에 따라 이론적으로 연임이 가능하나, 대법관과 마찬가지로 연임을 한 사례는 발견되지 않는다. 헌법재판소도 대한민국의 법원, 군사법원과 마찬가지로 그 내부 사법행정에 관한 권한을 자체적으로 지니고 있는데, 이는 헌법 제113조 제3항, 헌법재판소법 제17조에 따라 헌법재판소에 설치된 헌법재판소사무처(事務處, 영어: Department of Court Administration, DCA)가 담당한다. 사무처의 장(Secretary General of DCA)은 재판관이 아닌 장관급 정무직 공무원으로서 헌법재판소법 제18조 제4항, 제16조 제4항 제3호에 따라 재판관회의 의결을 거쳐 헌법재판소장이 임명한다.
헌법재판소는 재판관의 정원이 현행 헌법 제111조 제2항에 따라 9명으로 정해져 있으므로 법률 개정이 아닌 헌법 개정으로만 재판관을 증원할 수 있다. 이처럼 헌법재판소는 다른 하급심 법원(재판소)를 예정하지 않은 단심제의 단일법원으로 설계되었으므로 사건의 처리속도에 제한이 있을 수 밖에 없는데, 현재 제정된 법률상으로는 구제방법이 없는 예외적인 경우에 헌법을 통해 구제받을 수 있도록 하는 헌법소원심판 사건이 급증하면서 증가하는 사건의 처리에 어려움을 겪고 있는 것으로 알려져 있다. 이에 따라 형사소송법 등 법률을 개정하여 법률상 구제방법을 늘림으로써 헌법재판소의 관할범위를 축소하고, 대법원 및 각급법원의 관할을 넓혀야 한다는 주장이 제기되고 있다. 실제로 헌법소원의 범위를 법률로 제한하는 것이 불가능한 일은 아니다. 예를 들어 헌법재판소법 제68조 제1항에 따라 대한민국의 헌법재판소는 설립 초기부터 독일, 오스트리아와 달리 법원의 재판(판결)에 대한 헌법소원(이른바 '재판소원')을 엄격히 금지하고 있다. 다만 헌법재판소는 "공권력의 행사 또는 불행사로 인하여 헌법상 보장된 기본권을 침해받은 자는 법원의 재판을 제외하고는 헌법재판소에 헌법소원심판을 청구할 수 있다. ..."는 헌법재판소법 제68조 제1항의 명문 규정에도 불구하고 이미 헌법재판소가 위헌이라고 결정한 법률을 적용한 법원의 재판에 대해서는 예외적으로 헌법소원이 가능하다는 해석을 헌법재판소 결정으로 제시하고 있다.

## 대법원과 헌법재판소의 갈등
대법원과 헌법재판소는 헌법 제107조 제2항, 제111조 제1항 제1호에 따라 위헌심사권을 분담하는 등 최고 사법기관으로서의 지위를 양분하고 있으나, 두 기관이 상반된 판결(결정)을 내리는 경우 이를 조정할 장치가 헌법에 예정되어 있지 않다. 대법원과 헌법재판소는 크게 아래의 두 쟁점에 대해서 지속적인 갈등관계에 놓여 있다.

### 변형결정의 인정가능성
변형결정이란 헌법재판소가 법률의 위헌여부를 심판할 때 위헌 또는 합헌 여부만을 가리는 것이 아니라, 특정한 전제 하에서 위헌이라는 부가적인 조건을 다는 위헌 또는 합헌 결정을 의미한다. 변형결정은 크게 헌법불합치 결정 및 한정위헌(또는 한정합헌) 결정으로 나뉜다. 헌법불합치 결정은 어떤 법률이 위헌이지만 당장 그 법률을 무효로 하기에는 부작용이 우려되므로, 일정한 시한을 두고 그 시한 후부터 위헌이라는 취지의 결정이다. 반면 한정위헌 또는 한정합헌 결정은, 특정한 방법으로 법률을 해석하는 한 위헌이라는 (또는 특정한 방법으로 법률을 해석하는 한 합헌이라는) 취지의 결정으로써, 그 법률의 효력을 유지시키되 합헌적인 해석방법을 제시하는 결정이다. 헌법재판소는 변형결정의 효력을 인정하나, 대법원은 일괄적으로 변형결정의 효력을 부인하고 있다. 다만 헌법불합치 결정에 대해서 대법원은 아예 효력을 부인하는 것이 아니라 시한에 상관없이 즉각적으로 위헌성이 확인된다는 단순 위헌결정으로 해석하고 있으므로 갈등의 여지가 상대적으로 적은 반면, 한정위헌 또는 한정합헌 결정에 대해서 대법원은 아예 효력을 부인하는 입장이므로 강력한 갈등이 전개되어 왔다.
한정위헌, 한정합헌의 효력을 긍정하는 헌법재판소의 주요 논거는 위헌심사 과정에서 당연히 법률에 대한 해석이 수반될 수 밖에 없으며, 만약 한정위헌, 한정합헌 결정이 불가능하다면 약간이라도 위헌적인 소지가 있는 법률은 전부 위헌으로 결정해야하므로 사법이 지나치게 입법에 관여하게 된다는 것이다. 반면 효력을 부인하는 대법원의 주요논거는 '한정위헌' 또는 '한정합헌'이라는 결정은 결국 위헌을 선언하지 않은 채 법률해석 방법을 제시한 것 뿐인데, 이는 법률해석에 대한 법원의 전속적인 권한을 침해하는 것이므로 대법원에 대해 구속력이 없다는 것이다.
역사적으로 변형결정 제도는 일반법원과 헌법재판소가 분리된 독일에서 창안된 것인데, 독일은 어떤 조건이 부가되었는지 여부를 불문하고 연방헌법재판소의 모든 결정이 다른 법원을 기속한다는 점을 연방헌법재판소법(독일어: Gesetz über das Bundesverfassungsgericht, BVerfGG) 제31조 제1항에서 명시하고 있으므로 한정위헌 등 변형결정의 효력에 대한 논란이 없다. 그러나 대한민국 헌법재판소법 제47조 제1항은 "위헌결정은 법원과 그 밖의 국가기관 및 지방자치단체를 기속한다."고 하여 명시적으로는 위헌결정에 대해서만 기속력을 인정하고 있는데, 헌법재판소는 이러한 차이에도 불구하고 독일 연방헌법재판소 판례에 따른 변형결정 제도를 그대로 계수하여 사용하자는 입장인 것이고, 대법원은 독일과 대한민국의 사법부 구조에는 차이가 있으므로 이를 반영하여 오직 위헌결정(이른바 '단순위헌결정')에 대해서만 기속력을 인정해야 한다는 입장인 셈이다. 이 첨예한 갈등은 2015~2016년경 양승태 대법원장이 헌법재판소의 위상이 대법원보다 높아질 것을 우려하여 헌법재판소가 더 이상 한정위헌 결정을 하지 못하도록 청와대 등에 비공식적인 로비를 한 정황이 탄로나면서 법학적 논쟁이 아닌 정치적 권력갈등으로 비화하게 된다. 실제로 헌법재판소는 이 사건 이후로 한정위헌, 한정합헌 결정이 정치적 문제로 비화될 것을 우려하여 오히려 변형결정을 자제하는 모습을 보이고 있다.

### 재판소원의 인정가능성
재판소원(독일어: Urteilsverfassungsbeschwerde)이란 일반법원의 재판이 헌법에 위반되는지 여부를 헌법재판소가 헌법소원의 형태로 심판하는 제도로서, 독일 등에서 허용되고 있다. 반면 대한민국 헌법 제111조 제1항 제5호는 헌법소원심판의 범위를 법률로써 정하고 있고, 이에 따른 헌법재판소법 제68조 제1항은 명문으로 '법원의 재판'을 헌법소원 심판 대상에서 제외하여 재판소원 제도를 금지하고 있다. 그럼에도 불구하고 헌법재판소는 헌법재판소법 제68조 제1항의 "... ‘법원의 재판’에 헌법재판소가 위헌으로 결정한 법령을 적용함으로써 국민의 기본권을 침해한 재판도 포함되는 것으로 해석하는 한도내에서, 헌법재판소법 제68조 제1항은 헌법에 위반된다."고 하여 이미 헌법재판소가 위헌을 선언한 법률을 법원이 재판에 적용하는 예외적인 경우에는 재판소원이 허용된다는 취지의 한정위헌 결정을 내리고 있다. 이 사건은 재판소원을 금지한 헌법재판소법 제68조 제1항이 위헌인지 여부를 심판한 사건인데, 헌법재판소는 제68조 제1항이 앞서 살펴본 바와 같이 '위헌인 법령을 적용한 재판'을 포함하는 경우에는 위헌(즉 '위헌인 법령을 적용한 재판'을 제외하는 경우에는 합헌)이라는 취지의 한정위헌 결정을 내린 것이다. 이에 대해 대법원은 위 '변형결정의 인정가능성' 단락에서 살펴본 바와 같이 변형결정의 효력을 부인하므로, 재판소원 역시 어떤 경우에도 예외 없이 금지된다는 입장을 견지하고 있다.
재판소원 제도는 형식적으로는 심급제도에 따라 상급법원이 하급법원이 내린 판결에 대해 재판을 다시 해달라는 상소(上訴, 영어: appeal)에 해당하지 않고, 다만 그 재판이라는 결과 자체가 법원이 개인의 기본권을 침해한 위헌적 행위인지 여부를 확인하여 달라는 헌법소원 심판에 해당하므로, 재판소원 제도가 허용된다고 해서 일반법원보다 헌법재판소가 상급심이 되는 것은 아니다. 그러나 실질적으로 재판소원 제도란 다른 최고법원의 재판에 대해 헌법재판소가 다시 한 번 헌법에 의거하여 추가적인 판단을 내리고, 심지어는 다른 최고법원의 판결도 취소할 수 있는 것이므로, 헌법재판소를 다른 최고 일반법원들에 비해 사실상의 상급심처럼 기능하게 하는 효과가 있다. 이로 인해 재판소원 제도의 전면적 도입은 법원에 의한 기본권 침해를 헌법재판소가 방지할 수 있는 긍정적 전망도 있으나, 사실상 심급제도를 4심제로 늘리는 셈으로써 사법비용을 증가시킬 수 있다는 부정적 전망이 상존하고 있다.

## 같이 보기
- 사법 (국가 작용)
- 법원
- 최고법원
- 군사법원
- 헌법재판소
- 대한민국 정부
- 대한민국 행정부
- 대한민국 입법부
- 대한민국 법원
- 대한민국 대법원
- 대한민국 군사법원
- 대한민국 헌법재판소